# بيت وزن
بيت وزن قرية فلسطينية تتبع محافظة نابلس في الضفة الغربية، تقع غرب مدينة نابلس وبني على ارضها الحرم الجامعي الجديد لجامعة النجاح الوطنية مما ساهم في تحسين مستواها الاقتصادي في السنوات الأخيرة.

## الموقع
تقع قرية بيت وزن شمال مدينة نابلس امتدت بين الطريق المؤدي إلى قلقيليه والطريق المؤدي إلى طولكرم ومن بيت وزن التي تقع على سفح جبل بالإمكان مشاهدة بناء ضخم حاول مهندسيه ان يحاكي أسلوبه ببنائه مبنى ال قاسم في بيت وزن الذين لعبو دورا مهما لا يستهان به وشكلوا تحالفات هامة في القرن التاسع عشر 1817-1867 والتي انتهت بتحالف عائلتي حسين عبد الهادي في نابلس وقاسم الأحمد في بيت وزن بحكم فلسطين باكملها عام 1834 (كتاب قرى الكراسي).

### حدود القرية
يحيط بأراضيها قرى رفيديا، بيت إيبا، جنيد، صرة ونابلس، تمتد اراضي قرية بيت وزن من مثلث عصيره الشمالية وحدود مدينة نابلس شرقا حتى ملعب البلدية الحالي.

## التسمية
يعتقد أن التسمية محرفة من كلمة (وزين) السريانية بمعنى الأوز.

## السكان
بلغ عدد سكانها عام 1922 حوالي 270 نسمة ارتفع إلى 310 نسمة وفي عام 1967 م بلغ عدد سكانها حوالي 354 نسمة ارتفع إلى 717 نسمة عام 1987 م وبلغ عدد سكانها حتى عام 2005 م حوالي 1500 نسمة ويقدر بعدد المغتربين من أهل القرية بحوالي 1000 نسمة موزعين على معظم الدول العربية والاجنبية. وبلغ عدد اهالي القرية في عام 2007 إلى 1050 نسمة

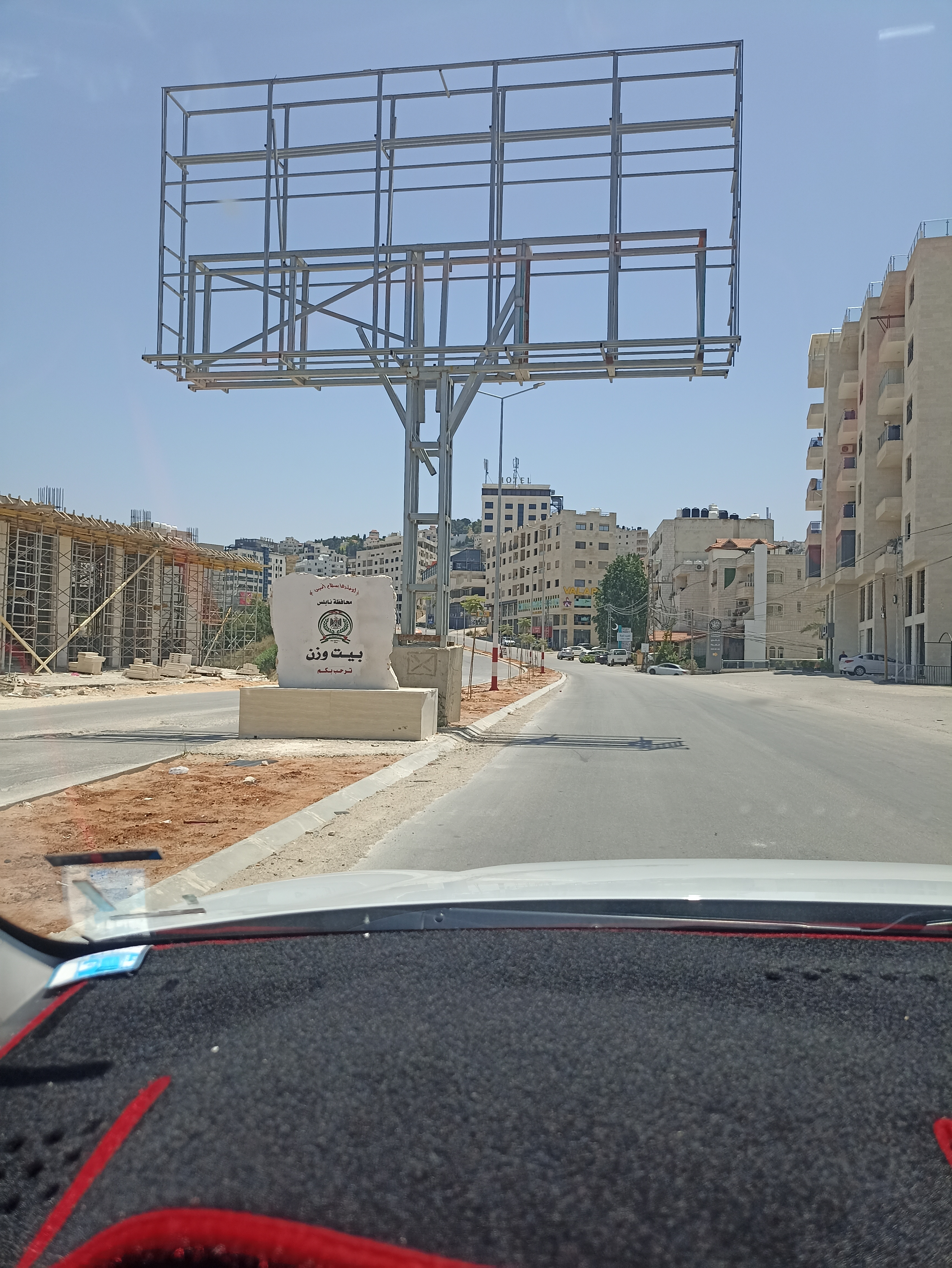
قرية بيت وزن غرب مدينة نابلس

داخل الوطن.

## مؤسسات القرية
فيها مسجد عمري ومسجد حديث تم بناؤه بتبرعات من أهالي بيت وزن ومن الخارج، وبها مدرستين واحدة (مدرسة بيت وزن للبنين) إلى الصف العاشر ويكمل الطلبة دراستهم في مدينة نابلس وبيت إيبا ورفيديا، ويقدر عدد طلابها بحوالي 240 طالب وطالبة، (ومدرسة شهداء بيت وزن الثانوية المختلطة) ويقدر عدد الطلبة الجامعيين من بيت وزن والذين يدرسون في جامعات فلسطين معظمهم في جامعة القدس المفتوحة وجامعة النجاح الوطنية بحوالي 100 طالب وطالبة، ويوجد فيها خدمات صحية (مستوصف) إنشأ من اللجنة العلمية حيث يوجد في المستوصف خدمات صحية متكاملة.

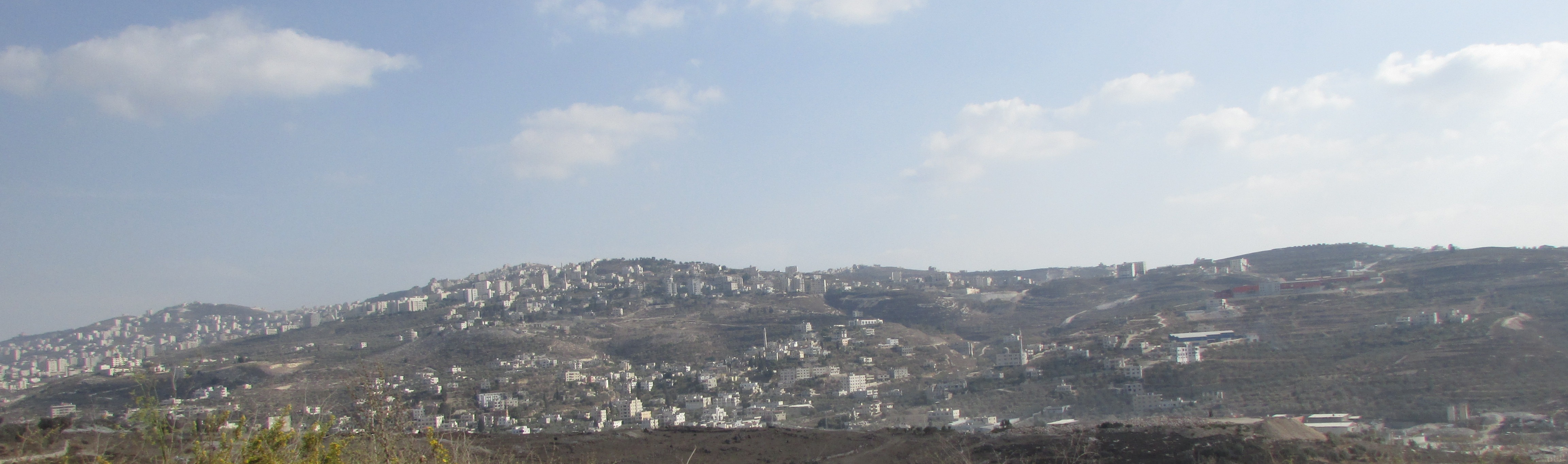
صورة بانورامية لبيت وزن

## الزراعة والمياه
يزرع في أراضيها الحبوب والأشجار والزيتون والفواكه ولا سيما التين واللوز، وفي القرية نبع ماء يشرب منه القرويون، وقد أقيم خزان لجمع المياه. من الينابيع الموجودة (عين البلد، عين مرطوبيا، عين الزراعية، العين الفوقة وتستخدم هذه الينابيع للزراعة حيث أنها تكون عزيرة في فصل الشتاء فقط وأما باقي السنة تنخفض كميات المياه في تلك الينابيع.. وفي السابق كان أهالي القرية يستخدمونها لمياه الشرب ومن عام 1995 م أصبح لدى القرية شبكة مياه (ماكروت).

## وصلات خارجية
- صفحة قرية بيت وزن في موقع "فلسطين في الذاكرة"